# جون هورتون سلوتر
جون هورتون سلوتر (بالإنجليزية: John Horton Slaughter)‏ هو لاعب بوكر وشريف أمريكي، ولد في 2 أكتوبر 1841 في مقاطعة سابين في الولايات المتحدة، وتوفي في 16 فبراير 1922 في San Bernardino Ranch ‏ في الولايات المتحدة.